# نقل الطاقة برنين فورستر

مخطط Jablonski لـ FRET مع الجداول الزمنية النموذجية المشار إليها. لاحظ أن الخط الأسود المتقطع يشير إلى فوتون افتراضي.

Förster نقل طاقة الرنين ( FRET ) ، نقل طاقة الرنين مضان ( FRET ) ، نقل طاقة الرنين ( RET ) أو نقل الطاقة الإلكترونية ( EET ) هي آلية تصف نقل الطاقة بين جزيئين حساسين للضوء ( chromophores ). يمكن للكروموفور المتبرع ، في حالة استثارته الإلكترونية في البداية ، نقل الطاقة إلى متقبل الكروموفور من خلال اقتران ثنائي القطب غير ثنائي القطب . تتناسب كفاءة نقل الطاقة هذا عكسًا مع القوة السادسة للمسافة بين المانح و المستقبل ، مما يجعل FRET حساسًا للغاية للتغيرات الصغيرة في المسافة.
يمكن استخدام قياسات كفاءة FRET لتحديد ما إذا كان هناك فلوروفوريس على مسافة معينة من بعضها البعض. يتم استخدام هذه القياسات كأداة بحث في مجالات بما في ذلك علم الأحياء والكيمياء.